# Сербендан
Сербендан (перс. سربندان‎) — село на севере Ирана, в остане Тегеран. Входит в состав шахрестана Демавенд. Является частью дехестана (сельского округа) Эбершиве бахша Меркези.

## География
Село находится в восточной части остана, при автодороге 79, на расстоянии приблизительно 24 километров (по прямой) к востоко-юго-востоку от города Демавенд, административного центра шахрестана. Абсолютная высота — 2199 метров над уровнем моря.

## Население
По данным переписи 2006 года население села составляло 2304 человека (1206 мужчин и 1098 женщин). В Сербендане насчитывалось 618 домохозяйств. Уровень грамотности населения составлял 58,7 %. Уровень грамотности среди мужчин составлял 63,4 %, среди женщин — 53,6 %.
В 2016 году в селе имелось 823 домохозяйства и проживал 3352 человека (1935 мужчин и 1417 женщин).